# Kaiser-Wilhelms-Land

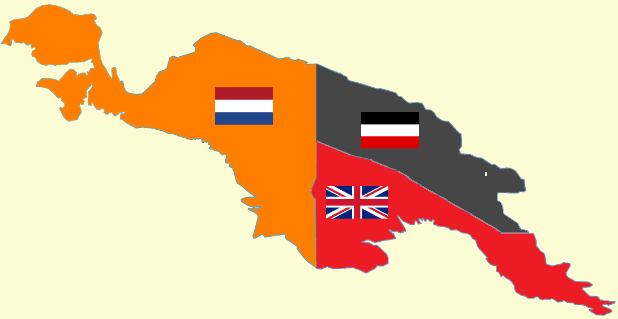
Kaiser-Wilhelms-Land (schwarz)

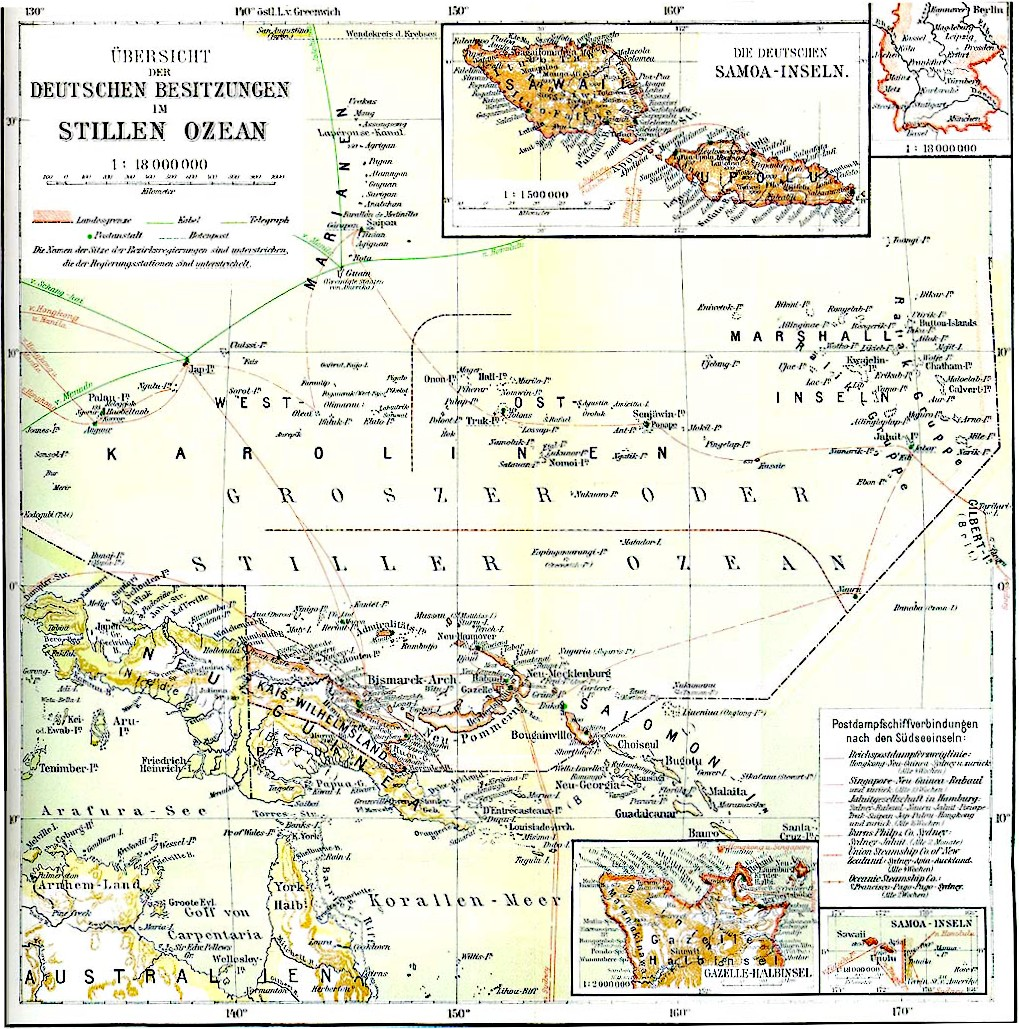
Übersicht der deutschen Besitzungen im Stillen Ozean

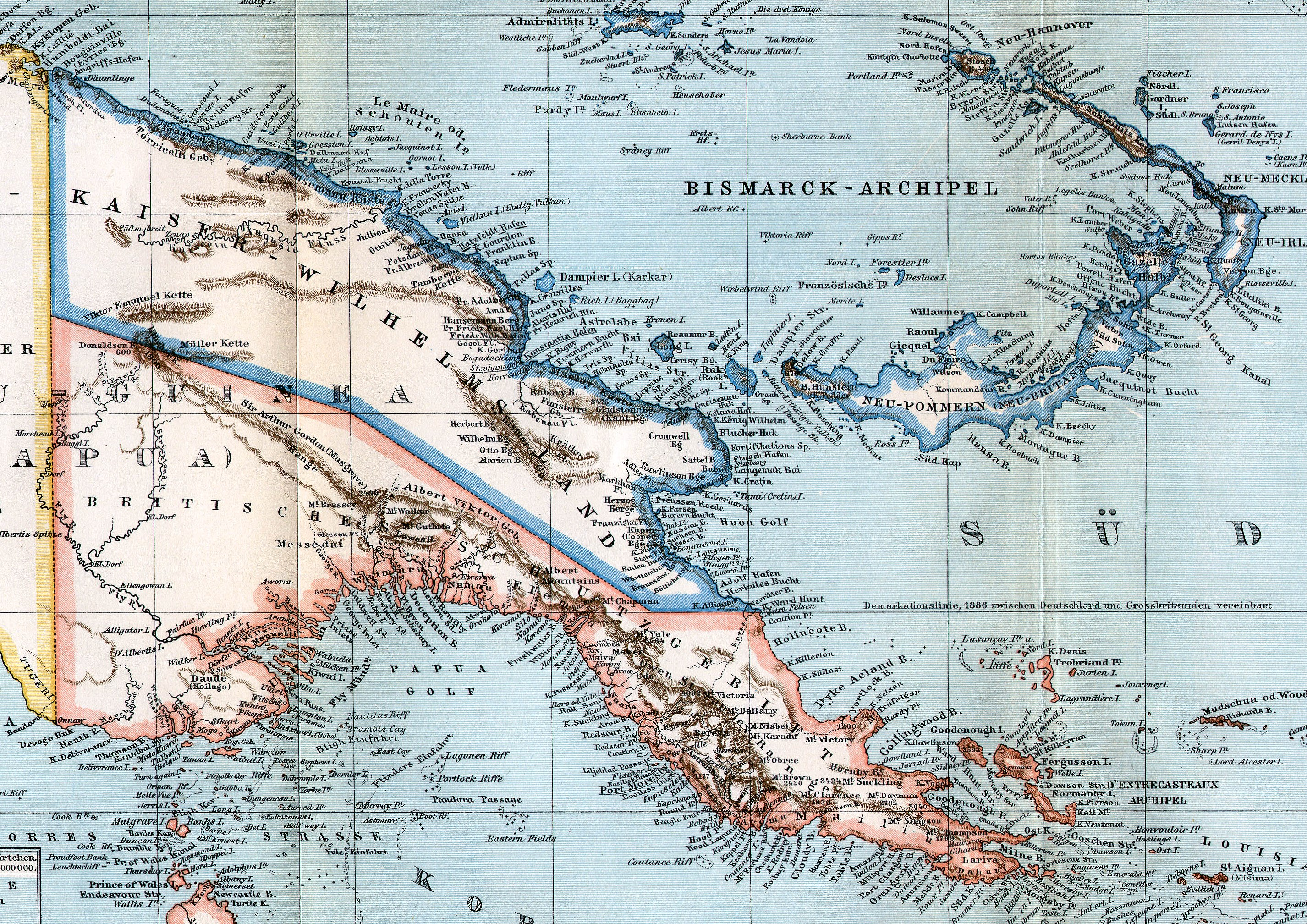
Kaiser-Wilhelms-Land

Kaiser-Wilhelms-Land (auch Kaiser-Wilhelmsland geschrieben) wurde der nordöstliche Teil der Insel Neuguinea genannt, der bis 1919 zum deutschen Kolonialreich gehörte. Zusammen mit dem Bismarck-Archipel, den nördlichen Salomonen, den Karolinen, Palau, Nauru, den Marshallinseln und den Marianen bildete es das kaiserliche Gouvernement und die deutsche Kolonie Deutsch-Neuguinea. Gleichzeitig war es flächenmäßig deren größter Teil.

## Topographie
Das Gebiet wurde nach Westen vom niederländischen (ab 1969 der indonesischen Provinz Papua) und nach Süden vom britischen (seit 1906 australischen) Teil der Insel begrenzt. Es erstreckte sich von 141° östlicher Länge ostwärts und im Süden bis 8° südlicher Breite. Die Landfläche betrug 181.650 km² mit seinerzeit 110.000 Einwohnern (Stand: 1902).
Der Inselteil besteht hauptsächlich aus Gebirge, nur der äußerste Norden enthält ausgedehntere Ebenen am Kaiserin-Augusta-Fluss und Ramu. Der Süden ist von Gebirgszügen geprägt, die teilweise mehr als 4000 m aufragen: Kraetkegebirge, Bismarckgebirge und Hagengebirge. Die Wasserläufe sind meist nur Gebirgsflüsse.

## Geschichte
Als Großbritannien im August 1884 den Ostteil Neuguineas (siehe Britisch-Neuguinea) für die Krone vereinnahmte, beanspruchte der Agent des Neuguinea-Konsortiums Otto Finsch im Dezember desselben Jahres die Nordküste Neuguineas und den Bismarck-Archipel.
Am 17. Mai 1885 bekam die Neuguinea-Kompagnie (Nachfolgerin des Neuguinea-Konsortiums) den kaiserlichen „Schutzbrief“ für die Hoheitsrechte über Kaiser-Wilhelms-Land (Nordost-Neuguinea) und den Bismarck-Archipel übertragen. Ab 1889 wurde der Westteil Neuguineas zur Kolonie der Niederlande (siehe Niederländisch-Neuguinea).

### Koloniale Verwaltung
Die Hauptverwaltungssitze Deutsch-Neuguineas, das bis 1899 von den Investoren der privaten Neuguinea-Kompagnie verwaltet wurde, lagen während der ersten Jahrzehnte in Kaiser-Wilhelms-Land. Als erster Landeshauptmann wurde Georg von Schleinitz ernannt, der ab 1886 in Finschhafen Quartier nahm. Bis zur großen Malaria-Epidemie 1891 blieb der Ort Sitz des Landeshauptmanns, dann wurde der Ort aufgegeben und erst 1901 wiedergegründet. Nachdem kurzzeitig Stephansort in der Astrolabe-Bucht Hauptort geworden war, wurde am 17. September 1892 die Landesverwaltung in das nahegelegene Friedrich-Wilhelmshafen (heute Madang) verlegt. Mit dem Ende der Verwaltung durch die Neuguinea-Kompagnie 1899 und der Übernahme der Besitzungen durch das Deutsche Reich wurde der Hauptverwaltungssitz der Kolonie auf die Insel Neu-Pommern (heute Neubritannien) nach Herbertshöhe (heute Kokopo) verlegt. Friedrich-Wilhelmshafen blieb Sitz des Bezirks Friedrich-Wilhelmshafen.
Ab 1921 wurde das Gebiet völkerrechtlich australisches Mandatsgebiet. 1975 wurde es mit dem australischen Papua zu Papua-Neuguinea vereinigt und unabhängig.

## Erforschung
Im Jahr 1882 vertraten in der Nähe von Neuguinea die beiden Firmen Deutsche Handels- und Plantagengesellschaft (Nachfolgerin von Godeffroy) und Robertson & Hernsheim (letztere durch ihre Filia Hernsheim & Co) die deutschen Handelsinteressen. Um auch auf dem Festland von Neuguinea die ersten Schritte für eine deutsche Kolonisierung zu tun, wurde von Finanzleuten, wie Adolph von Hansemann, der 45-jährige Otto Finsch ausersehen.
Finsch reiste Anfang 1884 nach Neuguinea und besuchte von Mioko aus auf drei Reisen an Bord der Samoa fast die gesamte Nordküste. Bei seinen Reisen entdeckte er sieben Häfen und den Kaiserin-Augusta-Fluss, schloss Verträge über Landerwerbungen ab und hisste die deutsche Flagge. Die erste Station wurde am 5. November 1885 in Finschhafen gegründet. Sie bildete den Ursprung der Neuguinea-Compagnie. Bald folgten Hatzfeldhafen und Konstantinhafen nach. 1888 kamen Stephansort, 1890 Erima und später noch andere hinzu. Zur Vermessung der Grenze zwischen Deutsch-Neuguinea und dem Territorium Papua, das unter der Verwaltung Australiens stand, wurde von November 1908 bis Oktober 1909 die Deutsch-englische Neuguinea-Grenzexpedition durchgeführt. Zur Bestimmung der Lage des Grenzmeridians 141 Grad östlicher Länge, zwischen Deutsch-Neuguinea und Niederländisch-Neuguinea, fand vom Februar 1910 bis Februar 1911 die Deutsch-niederländische Neuguinea-Grenzexpedition statt.
Finschhafen war bis zur großen Malaria-Epidemie 1891 Sitz des Landeshauptmanns.
Im Kaiser-Wilhelms-Land praktizierten erheblich weniger Ethnien Kannibalismus als im Bismarck-Archipel, allerdings mit gleicher Selbstverständlichkeit. Missionare um den Neuendettelsauer Hermann Böttger sahen sich frühzeitig unmittelbar mit dem Kannibalismus der Einheimischen konfrontiert. Teilweise stand Kannibalismus im Zusammenhang mit Kopfjagden. Es wird berichtet, dass Felddiebe in Teilen oder ganz verzehrt wurden, ebenso Personen, die zum Zwecke der Initiation junger Männer im Kreise der Krieger dazu auserwählt waren. Zeitgenössische Berichte hielten zudem die hungerbedingte Tötung des europäischen Expeditionsleiters, Otto Ehrenfried Ehlers, im Oktober 1895 für hochgradig wahrscheinlich. Aufgrund abweichender Quellenlage besteht hierzu allerdings keine Gewissheit.

## Europäische Bevölkerung der Kolonie
Die europäische Bevölkerung der deutschen Kolonie Kaiser-Wilhelms-Land erreichte nie auch nur annähernd Zahlen wie in den deutschen Kolonien in Afrika. Anfängliche Versuche, Siedler für eine Siedlungskolonie anzuwerben, schlugen fehl. 1900 lebten etwa 50 Deutsche und nur wenige andere Europäer in der Kolonie, neben den Deutschen einige Franzosen, Briten und Australier, Dänen und andere Skandinavier. Sie waren in der Kolonialverwaltung, Verwaltungsbeamte der Neuguinea-Kompagnie, die die Landeshoheit ausübte, sowie deren kleine „Schutztruppe“, als Missionare, Händler und Pflanzer tätig.
Bevölkerungsentwicklungszahlen liegen vor für die Jahre 1894 und 1913. 1894 wurden gesamt 112 Europäer gezählt (80 Männer, 15 Frauen und 17 Kinder).
1913 war die Zahl der europäischen Bewohner auf 283 angewachsen (165 Männer, 80 Frauen und 38 Kinder). Schwerpunkt war 1913 Friedrich-Wilhelmshafen, das heutige Madang, mit 224 Personen, Eitape mit 47 Personen und der Morobe-Bezirk mit 12 Personen. Statistiken gaben damals auch 17 sogenannte Mischlinge, davon 10 in Friedrich-Wilhelmshafen, 3 in Eitape und 4 in Morobe an. Der Bismarckarchipel verzeichnet dagegen einen Anstieg von 67 Personen europäischer Herkunft im Jahr 1894 auf gesamt 685 im Jahr 1913.
Schwankungen der Bevölkerungszahl ergaben sich durch die eingeschleppten Krankheiten wie Ruhr, Pocken, Tuberkulose und Geschlechtskrankheiten.